# Chevilly-Larue (Métro Paris)
Chevilly-Larue ist der Name einer Station der Linie 14 der Pariser Métro. Die Métrostation befindet sich in Chevilly-Larue, Département Val-de-Marne, wenige Kilometer südlich der Pariser Stadtgrenze.
Der vorläufige Name war Porte de Thiais – Marché International. Am 27. Juli 2022 wurde der endgültige Name Chevilly-Larue bekannt gegeben.
Die Station schließt den Großmarkt Rungis, den größten Lebensmittelgroßmarkt weltweit, besser an den öffentlichen Nahverkehr im Großraum Paris an. Im Umkreis von einem Kilometer um die Station herum wohnen 5000 Menschen und befinden sich 11.000 Arbeitsplätze.
Die Eröffnung der Station erfolgte am 24. Juni 2024. Sie ist Teil der Verlängerung der Linie 14 um sieben Stationen von Olympiades bis Aéroport d’Orly und Teil des Grand Paris Express. Die Bauarbeiten begannen 2018.